# Sable (heráldica)

Blasón en campo de sable.

Sable es la denominación del color negro en la heráldica. El sable también ha sido llamado atezado y sabba. De entre los esmaltes heráldicos, pertenece al grupo de los colores, junto con el gules (rojo), el azur (azul), el sinople (verde) y el púrpura. El término «sable» proviene del francés sable, este de algún idioma germánico (neerlandés medio sabel, bajo alemán medio sabel, alto alemán medio zobel) y estos del eslavo sable, ‘marta negra o cebellina’ (sabellum en latín vulgar).

## Representación
Para la representación del esmalte sable se recomienda utilizar un color negro intenso, sin desnaturalizarlo. En la representación de armerías en blanco y negro, el sable se expresa mediante una cuadrícula de trama pequeña, formada por líneas horizontales y verticales entrecruzadas, según el método atribuido al jesuita Silvestre Pietra Santa. Este es el método de representación que se ve comúnmente en grabados a una tinta.

## Historia

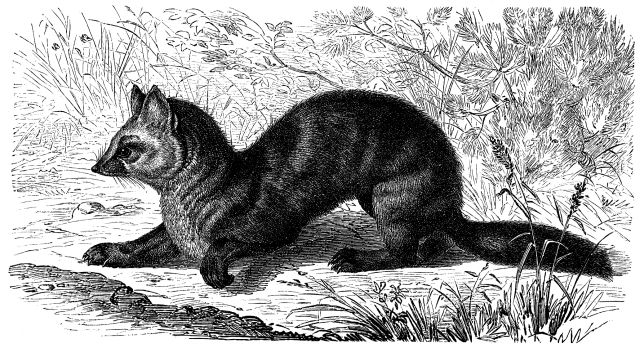
Grabado representando una marta cibelina o cebellina. De la enciclopedia de fauna Brehms Tierleben (1887).

Antes de la segunda mitad del siglo XI, este esmalte heráldico recibía simplemente la denominación de «negro» (noir en francés), pero posteriormente los heraldos lo sustituyeron por «sable» en alusión a la piel de la marta cibelina, que durante la Edad Media era objeto de un importante comercio. El manto de la marta cibelina suele ser pardo, pero las pieles más apreciadas y caras eran las de un color negro profundo, que se importaban a Europa occidental desde Rusia y Polonia; durante el siglo XIII estuvieron en boga entre la realeza como artículo de vestir.
Si bien ya hacia el año 1200 las telas finas de color negro eran llamadas sobelins o sabelins, el término «sable» fue adoptado como denominación del esmalte heráldico negro recién hacia 1250, y su uso se consolidó durante el siglo siguiente.
En los inicios de la heráldica, entre los siglos XII y XIII, el esmalte sable, sin estar entre los colores heráldicos más empleados, tampoco era infrecuente, puesto que aparecía en el 15 al 20 % de las armerías europeas. Su uso era, sin embargo, marcadamente más asiduo en el norte de Europa, mientras que en el sur era sumamente raro.

### Los «caballeros negros»
En los romances medievales de temática caballeresca es recurrente la figura de un caballero vestido y armado de un solo color que sale al encuentro del protagonista, sin que en un principio se conozca su identidad; el color más frecuente de estos caballeros es el negro. Estos caballeros negros, una vez revelado su verdadero nombre, resultan ser por lo general personajes centrales del relato, de carácter benévolo, que deseando permanecer incógnitos habían cambiado los colores de su librea —a veces incluyendo la gualdrapa de su caballo— por el negro, llevando un escudo completamente de sable para no ser reconocidos.
Walter Scott, en su novela histórica Ivanhoe (1819) retoma este motivo literario, haciendo aparecer en ayuda del protagonista a un misterioso caballero negro que más adelante se revela como el rey Ricardo Corazón de León, de regreso de las cruzadas.

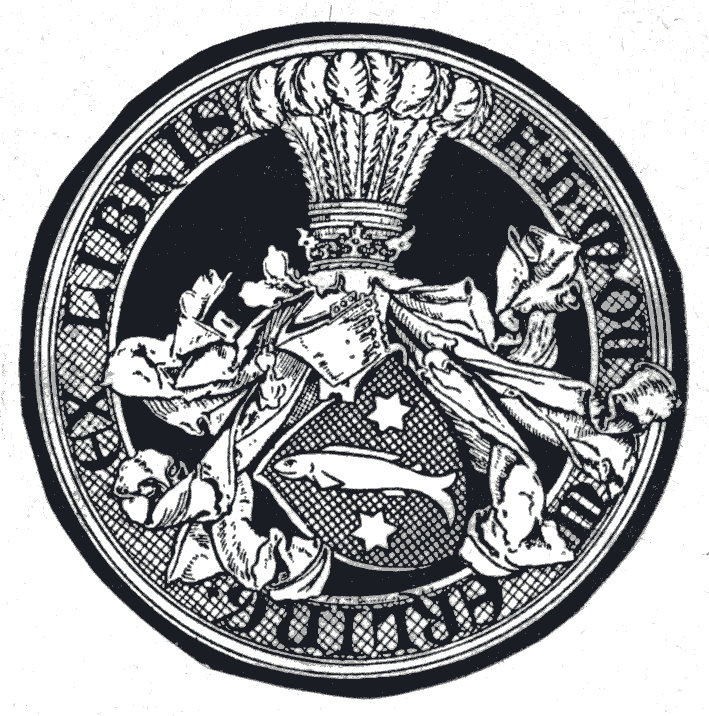
En este grabado, la cuadrícula sobre el fondo del escudo indica que el campo del mismo es de sable. (Ex libris de F.H.M. Ouwerling).

## Ejemplos de uso
Siguen tres ejemplos antiguos y notables del uso del sable.
- Abajo, a la izquierda: el águila de sable, bicéfala o no, fue el elemento central de las armas del Sacro Imperio Romano Germánico, utilizadas desde el siglo XII hasta 1806. El escudo del Sacro Imperio Romano Germánico daría origen, a su vez, al actual escudo de Alemania, con su «águila federal» (Bundesadler) de sable.
- Abajo, en el centro: el actual escudo de Bélgica, con el llamado «león belga» (Leo Belgicus), de oro en campo de sable. Perteneció a los antiguos duques de Brabante y probablemente data de alrededor del año 950.[8]
- Abajo, a la derecha: el motivo y los colores heráldicos del cantón suizo de Uri provienen de la bandera del cantón, la cual se cree que existe al menos desde el año 1231.[9]

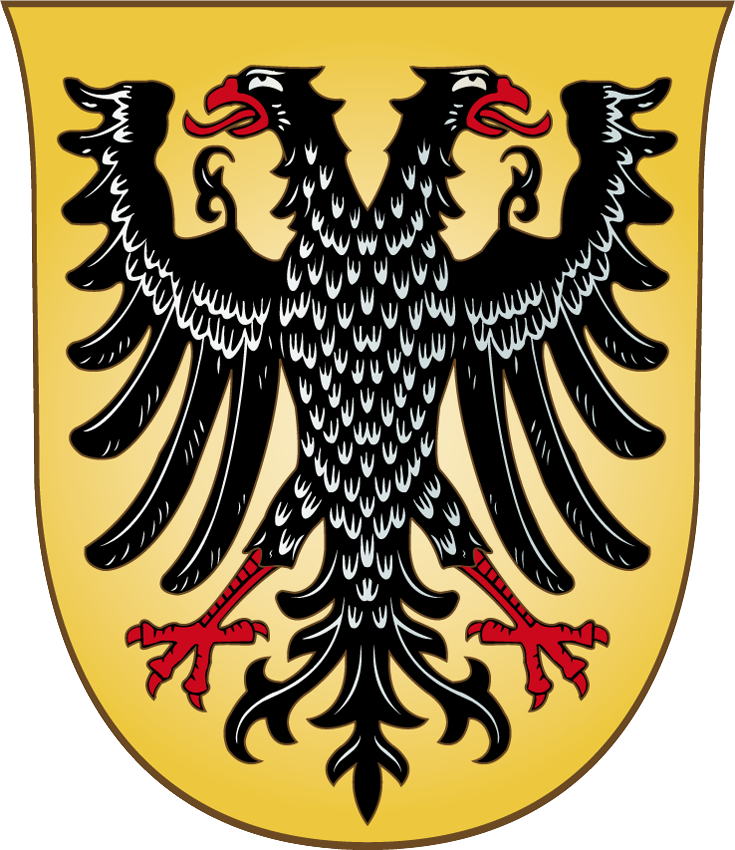
Armas del Sacro Imperio Romano Germánico.
Actual escudo de Bélgica y antiguo escudo de los duques de Brabante.
Escudo del cantón de Uri, en Suiza.

### Figuras usualmente representadas de sable
Ciertas figuras o muebles heráldicos se representan preferentemente de sable, aun cuando las reglas de la heráldica permiten atribuirles cualquier otro color. Los lobos pasantes tan comunes en la heráldica vasca, por ejemplo, son frecuentemente de sable. El jabalí, tanto en la heráldica europea medieval como en la posmedieval, es de sable en más del 70 % de los casos. El oso también es representado preferentemente de este color, y lo mismo los cuervos, cornejas y otros córvidos similares.

Escudo municipal de Berango, en Vizcaya (País Vasco, España), que incluye cuatro lobos pasantes de sable.
El «oso berlinés», emblema de la ciudad y del estado federado de Berlín.
Escudo de la ciudad y comuna de Sedan, en el departamento francés de Ardenas, con un jabalí de sable.
Cuervos de sable en el escudo del municipio de Rabenwald, en Estiria.
Cabeza de moro de sable en el escudo de la isla y región francesa de Córcega.

## Nombres, atribuciones y significados en desuso
Hacia el inicio del Renacimiento se desarrolló un sistema de correspondencias simbólicas para los colores heráldicos que hoy se encuentra en desuso.
Es de notar que hacia 1828 este sistema era considerado absurdo por el heraldista inglés William Berry, aunque el español Francisco Piferrer, en 1858, lo comenta como si todavía fuese válido.
Si bien Jean Courtois, Heraldo Sicilia del Reino de Aragón, menciona en su tratado Le blason des couleurs (1414) que cualquiera de estas asociaciones del sinople puede usarse para blasonar, en la práctica es posible que solamente se hayan usado el sistema planetario y el sistema de piedras preciosas. Para Alberto y Arturo García Caraffa (1919), el blasonado con gemas correspondía a los títulos y el de planetas a los soberanos.
Arthur Fox-Davies cita un ejemplo de blasonado con piedras preciosas que data de 1458.
Debajo se dan algunas de las antiguas correspondencias simbólicas del sable, así como algunos de los nombres «griegos» que se le atribuyeron.
| Nombres «griegos»                | sidero, mauro, parasegy |
| Metal                            | el plomo, el hierro |
| Planeta                          | Saturno |
| Piedra preciosa                  | el diamante, el ágata, el mármol negro |
| Signo del Zodíaco                | Capricornio y Acuario, Tauro y Virgo |
| Elemento                         | la tierra |
| Estación del año                 | el invierno |
| Mes                              | diciembre y enero |
| Día de la semana                 | el sábado, el viernes |
| Números                          | 5 y 8 |
| Árbol                            | el olivo, el pino |
| Flor                             | el aciano |
| Ave                              | el águila |
| Edad del hombre                  | la vejez; de la decrepitud a la muerte |
| Complexión humana                | melancólica |
| Virtudes teologales y cardinales | la prudencia, la fe |
| Virtudes y cualidades mundanas   | la tristeza, la simplicidad, la constancia, la paciencia, el dolor, la reserva, la honestidad, el duelo, la sabiduría, la ciencia, la gravedad, la firmeza, la obediencia, la mesura, la ventaja, la muerte, el silencio, el secreto |
| Obligaciones del portador        | defender a las viudas, a los huérfanos, a los literatos y a los eclesiásticos |